# Llinda de Can Mià
La Llinda de Can Mià és una obra de Santa Pau (Garrotxa) inclosa a l'Inventari del Patrimoni Arquitectònic de Catalunya.

## Descripció
Can Mià és una gran casa del carrer del Pont. Avui es troba arremolinada i conserva únicament els carreus de les obertures. A la llinda hi diu "BENET PVIOLAS MESTRA DE CASAS FACTAFVIT A ME 8BRE 1759". Amb elements relacionats amb la seva professió: esquadra, martell, compàs, etc.

## Història
La vila de Santa Pau va créixer per la part nord, fora del recinte fortificat. L'any 1466 la reina donya Joana va cedir uns terrenys situats prop de la Porta de Vila Nova per a construir una plaça, avui Plaça del Baix. Un cop construïts els grans casals que l'envoltaven es va passar, al segle xviii, a la construcció dels edificis del carrer del Pont i posteriorment, al segle xix, es bastiren les cases del carrer Major.